# Казанджик
Казанджик (рум. Cazangic, нім. Bergdorf) — село в Леовському районі Молдови. Є центром однойменної комуни, до складу якої також входять села Фрумушика та Селіште.